# Godzilla Minus One
Godzilla Minus One (ゴジラ-1.0マイナスワン, Gojira Mainasu Wan) é um filme japonês da franquia Godzilla dirigido, escrito e com efeitos visuais por Takashi Yamazaki. Produzido pela Toho Studios e Robot e distribuído pela Toho Co., Ltd., foi o 37º filme da franquia Godzilla, o 33º filme da Toho e o quinto filme da era Reiwa da franquia. O filme foi estrelado por Ryunosuke Kamiki, Minami Hamabe, Yuki Yamada, Munetaka Aoki, Hidetaka Yoshioka, Sakura Ando e Kuranosuke Sasaki. No filme, o Japão do pós-guerra deve lidar com o surgimento de Godzilla.
Godzilla Minus One estreou no 36º Festival Internacional de Cinema de Tóquio em 1º de novembro de 2023, servindo como filme de encerramento. Foi lançado nos cinemas no Japão em 3 de novembro, para comemorar o 70º aniversário da franquia. A subsidiária americana da Toho, Toho International, o lançou nos posteriormente nos Estados Unidos em 1º de dezembro.
O filme foi um sucesso de pública e crítica, especialmente nos Estados Unidos e no Japão.

## Produção

### Desenvolvimento

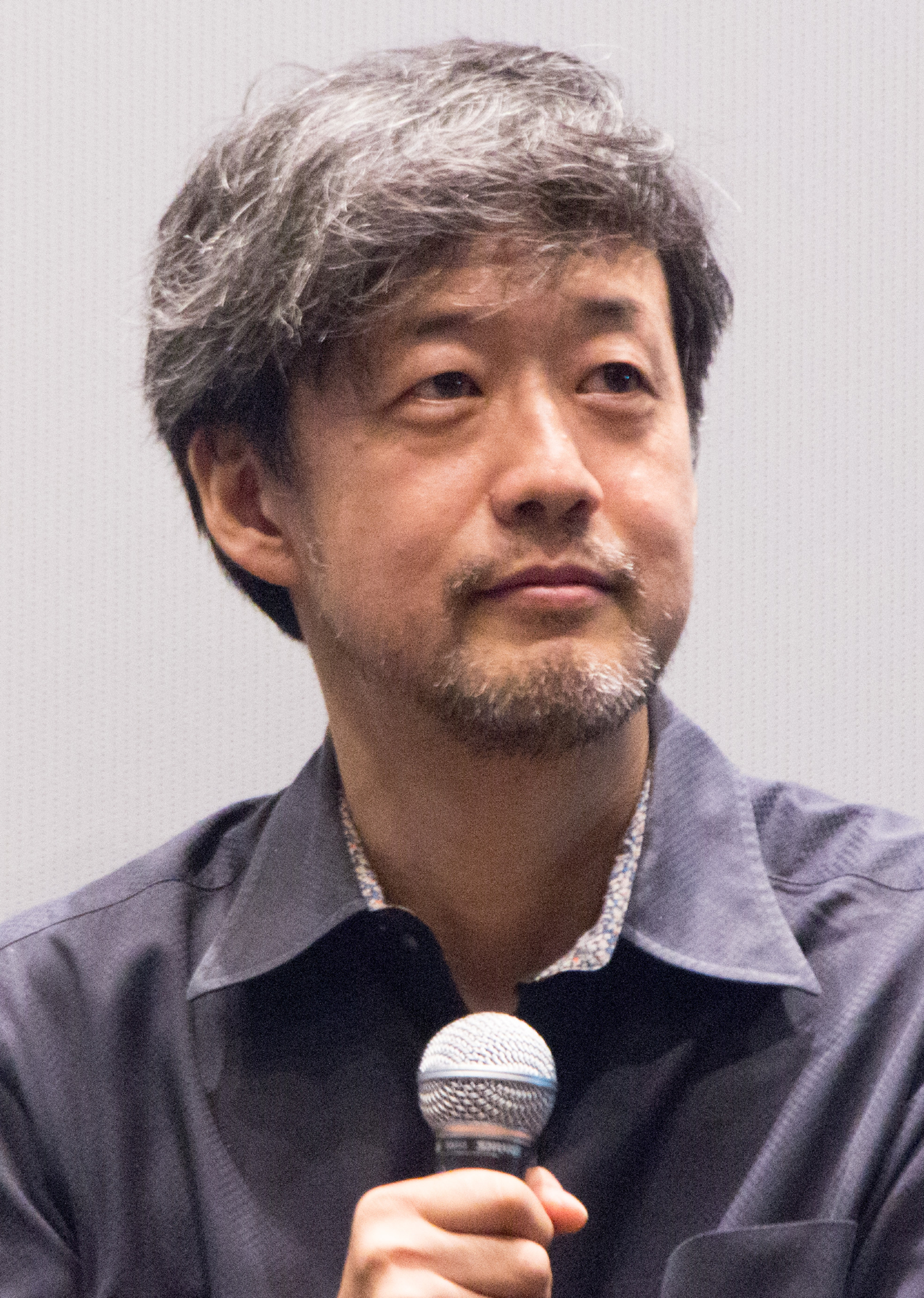
Takashi Yamazaki, o diretor, roteirista e supervisor de efeitos visuais de Godzilla Minus One

Após o lançamento do reboot de Toho em 2016, Shin Godzilla, o codiretor Shinji Higuchi afirmou na convenção de fãs americana G-Fest que Toho não seria capaz de produzir outro filme de Godzilla até depois de 2020; isso se deveu ao seu contrato com a Legendary Pictures, que estava produzindo seus próprios filmes de Godzilla, que proibia a Toho de lançar seus possíveis filmes de Godzilla no mesmo ano dos filmes da Legendary. Em 2018, o executivo da Toho, Keiji Ota, revelou que Shin Godzilla não receberia uma sequência e expressou interesse em uma potencial série Godzilla de universo compartilhado semelhante ao Universo Cinematográfico Marvel.
Após o lançamento de seu filme Arukimedesu no taisen (2019), o renomado cineasta Takashi Yamazaki foi nomeado para fazer um filme de Godzilla e passou três anos escrevendo o roteiro. O filme marcaria a terceira vez que Yamazaki trabalhou em uma produção utilizando Godzilla, tendo dirigido e co-escrito Always: Sunset on Third Street 2 (2007), que apresentava o monstro fictício na abertura onírica do filme, e dirigiu e criou os efeitos para Godzilla the Ride(2021) em Seibu-en.
Em 18 de fevereiro de 2022, a Robot Communications anunciou o filme, sob o título provisório Blockbuster Monster Movie (超大作怪獣映画, Chōtaisaku Kaijū Eiga), por meio de uma chamada de elenco em seu site oficial. Robot afirmou que Yamazaki iria dirigir e que o filme seria apresentado pela Toho.
Toho declarou que o projeto kaiju sem nome de Yamazaki é um filme de Godzilla em 3 de novembro de 2022, o 68º aniversário da franquia conhecido como “Dia de Godzilla”. A empresa também revelou que o filme havia concluído as filmagens e entrado na pós-produção com data de lançamento prevista para 3 de novembro de 2023. Yamazaki também foi nomeado roteirista e supervisor de efeitos visuais do filme. Durante uma conferência de imprensa em 13 de dezembro de 2022, o chefe de planejamento da Toho, Hisashi Usui, deu a entender que o novo filme está conectado ao filme original Gojira de 1954.

## Lançamento

### Marketing
Em 12 de junho de 2023, a conta oficial do filme no Twitter iniciou uma contagem regressiva diária para todos os filmes de ação ao vivo de Godzilla de Toho, começando com seu filme de ação ao vivo anterior, Shin Godzilla (2016). Em 11 de julho, Toho suspendeu o embargo ao seu projeto secreto de filme kaiju, que foi revelado como Godzilla Minus One; o filme foi anunciado com um teaser trailer, pôster (desenhado principalmente por Yamazaki) e datas de lançamento no Japão e nos Estados Unidos. A  merchandise do filme também foi revelada no dia seguinte. como uma foto de corpo inteiro de Godzilla. Em 13 de julho, Tamashii revelou seu brinquedo Godzilla para seu S.H. Linha MonsterArts; o brinquedo foi esculpido por Yuki Sakai sob a supervisão de Yamazaki e baseado em dados 3-D do filme. Uma série de produtos de pré-lançamento e uma exposição promovendo o filme estão acessíveis na exposição "The Visual World-crafting of YAMAZAKI Takashi, Film Director" na cidade natal de Yamazaki, Matsumoto, na província de Nagano, aberta de 15 de julho a 29 de outubro. Uma estátua de 2 metros de altura da encarnação de Godzilla no filme foi exibida no Summer Wonder Festival de 2023 em 30 de julho.
A pedido de Toho, Hiroaki Fukushi passou cerca de um mês criando uma estátua de Godzilla, apelidada de "Godzilla Neputa", para promover o próximo filme no Aomori Nebuta Matsuri de 4 a 8 de agosto. O filme será promovido no Tokyo Dome em colaboração com o Yomiuri Giants na partida contra o Tokyo Yakult Swallows, que acontece no dia 1º de outubro; um vídeo de "colaboração especial" e uma estátua de Godzilla de 3,6 metros serão exibidos no local. Em 24 de agosto, foi anunciado que, como prelúdio ao lançamento de Godzilla Minus One, Yamazaki selecionou "4 Godzilla Works" para exibição em setembro e outubro, acompanhado por um talk show. Dois dias depois de lançar um novo teaser do filme, Toho lançou seu trailer oficial junto com o pôster de lançamento nos cinemas, elenco principal e membros da equipe em 4 de setembro.

### Portugal
O filme foi lançado nos cinemas portugueses pela NOS Audiovisuais a 28 de dezembro de 2023.
Foi adicionado ao catálogo português da Netflix a 1 de junho de 2024 e a versão a preto e branco estreou no serviço a 1 de agosto do mesmo ano.
A estreia na televisão portuguesa ocorreu a 30 de maio de 2025, no TVCine Top, tendo ficado disponível no mesmo dia no TVCine+.

## Recepção
Godzilla Minus One recebeu aclamação da crítica. De acordo com o The Hollywood Reporter, os críticos de cinema americanos elogiaram o filme por causa dos impressionantes visuais de pequeno orçamento de Yamazaki, seu comovente drama humano e o uso da metáfora kaiju para comentários sociais. No site agregador de críticas Rotten Tomatoes, o filme tem índice de aprovação de 98% com base em 171 resenhas, com nota média de 8,4 (de 10). O consenso do site diz: "Com histórias humanas envolventes ancorando a ação, Godzilla Minus One é um filme de kaiju que permanece verdadeiramente atraente entre as cenas de destruição em massa". Já no Metacritic, que usa uma média ponderada, atribuiu ao filme uma pontuação de 81 em 100 com base em 35 críticos, indicando críticas "geralmente favoráveis". O público dos Estados Unidos pesquisado pelo CinemaScore deu ao filme uma nota média de "A" (em uma escala de A+ a F) e as pesquisas do PostTrak deram ao filme uma pontuação geral positiva de 92%, com 83% dos espectadores dizendo que definitivamente recomendariam o filme.

### Prêmios
Godzilla Minus One recebeu o Oscar de melhores efeitos visuais no Oscar 2024.
O filme recebeu indicações para três Asian Film Awards (ganhando dois; Melhores Efeitos Visuais e Melhor Som), quatro Blue Ribbon Awards (ganhando três; Melhor Filme, Melhor Ator por Kamiki e Melhor Atriz Coadjuvante por Hamabe), quatro Hōchi Film Awards (ganhando Melhor Diretor por Yamazaki), seis Mainichi Film Awards (ganhando Melhor Direção de Arte para Anri Jojo), e quatro Seattle Film Critics Society Awards (ganhando três; Melhor Filme Internacional , Melhores Efeitos Visuais para Yamazaki e Kiyoko Shibuya, e Vilão do Ano para Godzilla). Godzilla Minus One ganhou oito de suas doze principais indicações no 47º Prêmio da Academia de Cinema do Japão, incluindo Melhor Filme, Melhor Roteiro para Yamazaki e Melhor Atriz Coadjuvante para Sakura Ando, tornando-se o filme mais premiado na cerimônia daquele ano.

## Versões lusófonas

### Português europeu

#### Legendagem
O filme foi traduzido e legendado pelas seguintes pessoas:
- Por Gonçalo Sousa, para os cinemas.[51]
- Por Pedro Marques, para a Netflix.[51]